# Onon
L'Onon gol (en mongol Онон гол, russe : Онон) est une rivière de Mongolie et de Russie longue de 818 km et dont le bassin versant draine 94 010 km2. Selon une légende, la civilisation mongole est née de l'amour d'un loup bleu et d'une biche qui s'étaient installés en amont du fleuve Onon. 

## Géographie
Elle prend sa source dans sur le versant septentrional des monts Khentiy, dans la province homonyme. Elle coule sur 298 km en Mongolie, puis en Russie. Sa confluence avec la rivière Ingoda  forme la rivière Chilka. L'Onon, la Chilka et l'Amour forment un des dix ensembles hydrographiques les plus longs du monde (818 km + 560 km + 2874 km).
Le haut Onon est la région où Genghis Khan serait né et aurait grandi.